# Alenia Aermacchi M-346 Master
El Alenia Aermacchi M-346 Master es un avión biplaza de entrenamiento militar avanzado tipo LIFT y ataque ligero, de propulsión biturbina y alta maniobrabilidad.
Está basado en desarrollos conjuntos de Aermacchi y Yakovlev para un avión que terminó derivando en dos aeronaves: M-346 y Yak-130.

## Historia
En 1993 Aermacchi firmó un contrato de asociación con Yakolev sobre el nuevo entrenador que estaba desarrollando para la Fuerza Aérea de la Federación Rusa. El avión resultante realizó su primer vuelo en 1996 y se llevó a Italia el año siguiente para sustituir al Aermacchi MB-339.
En ese momento el avión se comercializaba como Yak/AEM-130, aunque el año 2000, diferencias en las prioridades de las dos empresas llevaron al fin de la asociación y a que cada una desarrollase su propio avión. Aermacchi se quedó con los derechos de comercialización mundiales, salvo para Rusia y la Comunidad de Estados Independientes. A pesar de esto, Libia y Argelia han podido hacer pedidos del Yak-130.

Es una versión simplificada del avión de entrenamiento, previsto por las dos empresas y utiliza exclusivamente equipamiento occidental.

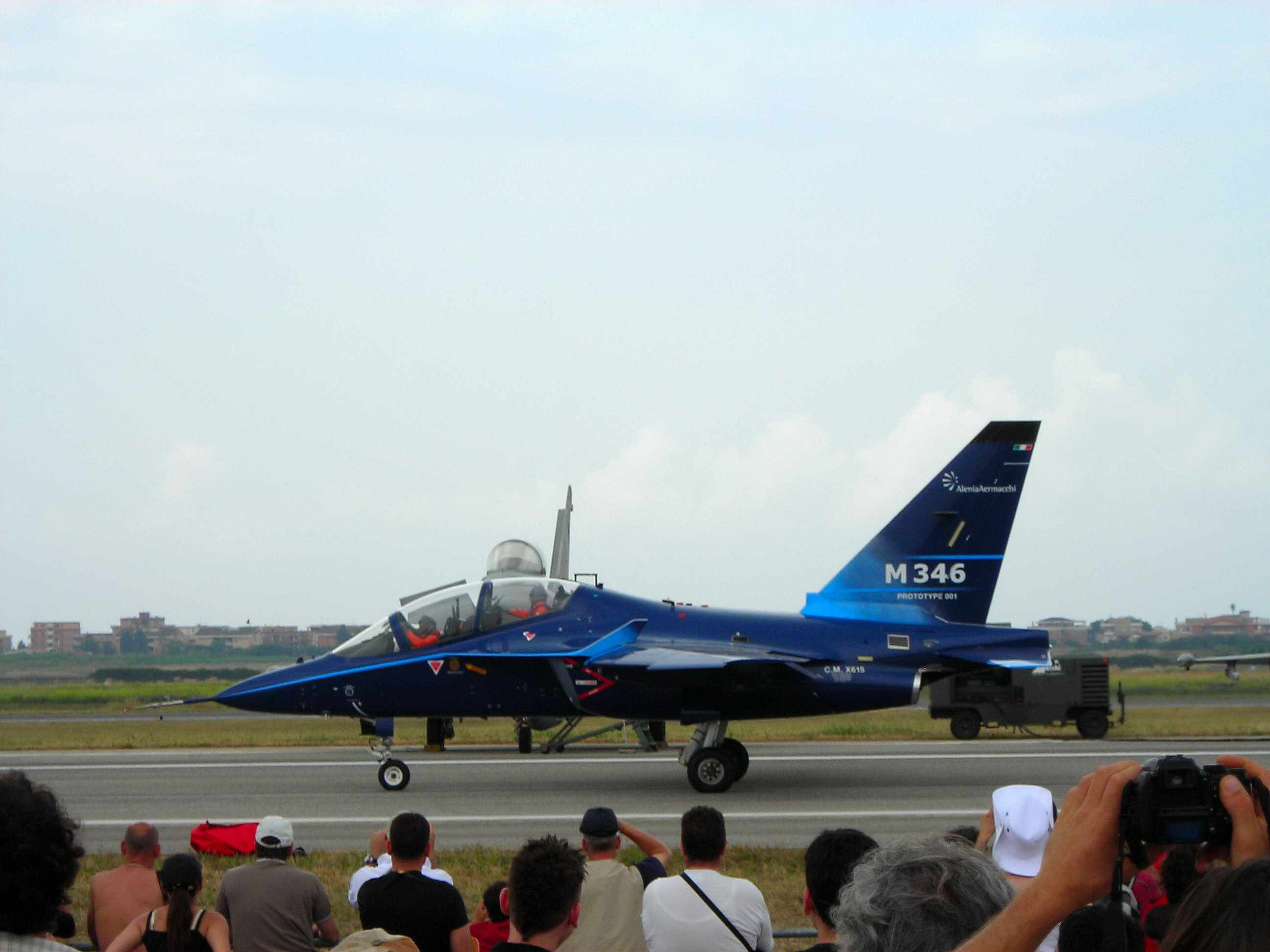
Alenia Aermacchi M-346 - prototipo 001

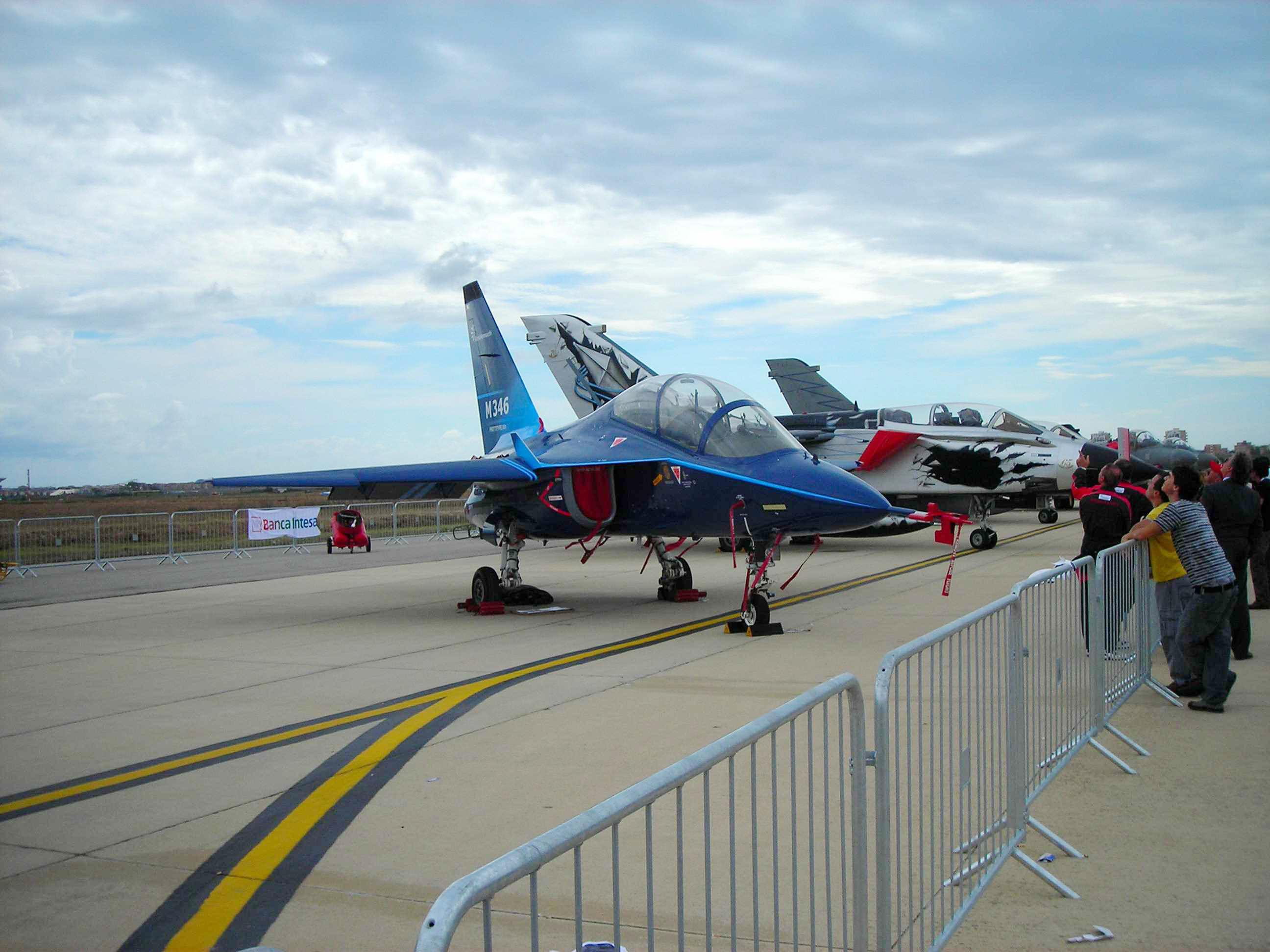
M-346 prototipo 001 en 2006 en 'Giornata Azzurra', Italia

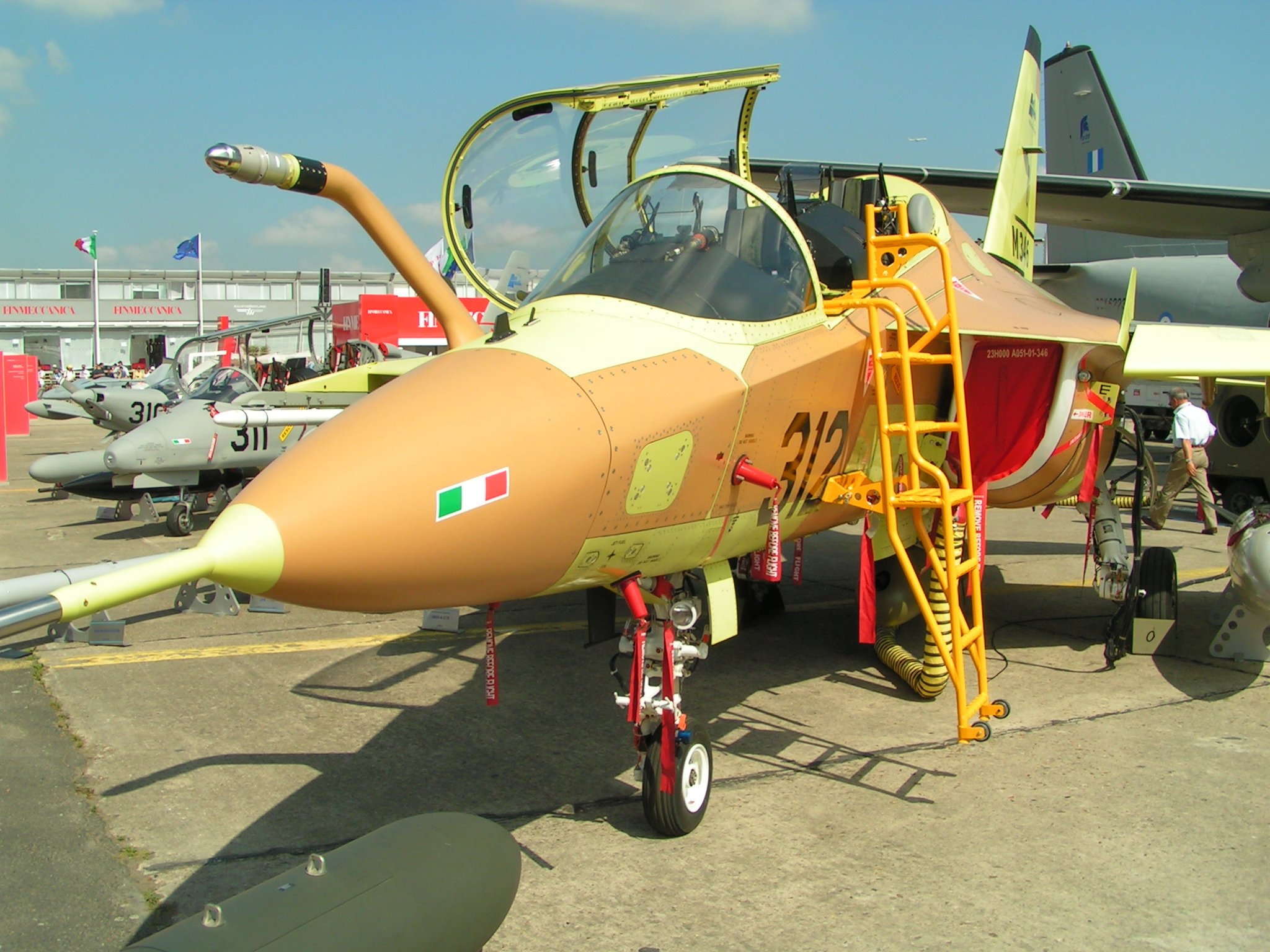
M-346 - prototipo 002 en Le Bourget de París el 2005

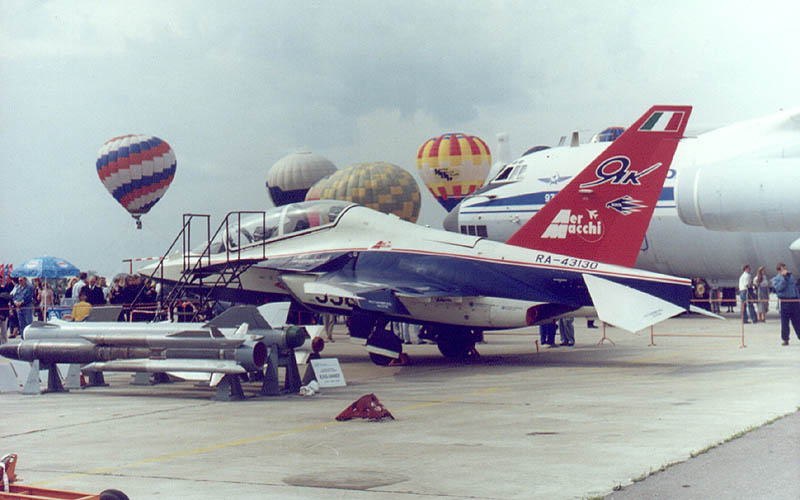
Yak/AEM-130 (RA-43130) en Zhukovski en 1999

El primer prototipo voló el 15 de julio de 2004. Se espera que las entregas a otros países se inicien en 2008. En enero de 2005 el ministro de defensa de Grecia firmó un acuerdo por el cual se convertía en socio del programa. En 2010 Israel fue el primer país en confirmar su compra para entrenamiento de pilotos de combate.

## Diseño
Es un avión de entrenamiento biplaza desde su concepción, pensado en el entrenamiento de pilotos de combate que pasarán a cazas de primera línea con alta capacidad de ataque y maniobrabilidad, el copiloto entrenador de combate se sienta en una posición más alta, que el piloto capitán de la aeronave, esto permite al copiloto despegar, aterrizar y maniobrar la nave en plena capacidad, y realizar todas las maniobras aéreas, giros cerrados y simulación de combate contra otros aviones de combate.
La implementación de estos nuevos aviones de entrenamiento avanzado, permite reducir los costos de las horas de vuelo en aviones más avanzados, que son más grandes, pesados y de alto costo operativo por hora de vuelo. Por lo que, su diseño aerodinámico y el control electrónico de vuelo Fly-by-wire permiten mantener la sustentación en ángulos de ataque muy pronunciados, en forma similar a los nuevos aviones de combate de Cuarta generación de cazas de reacción y hasta los más avanzados Quinta generación de cazas de reacción, que van a equipar a las Fuerzas Aéreas de varios países del mundo en el nuevo siglo. 
Tiene las alas altas y adelantadas, en la denominada forma de flecha, los bordes de ataque extendidos, desde el ala principal hasta los costados de la cabina de mando, lo que le facilita los giros cerrados requeridos en maniobras de combate, en forma similar al caza de combate Lockheed Martin F-16 Fighting Falcon, es uno de los aviones más maniobrables del mundo, puede imitar todas las maniobras de combate de otros aviones, programando en la computadora de la aeronave las características de vuelo de otros aviones de combate, antes de iniciar las maniobras de entrenamiento de pilotos, incluso limitar su capacidad de vuelo con el transporte simulado de armas y mayor carga de combustible.

## Componentes del M-346FA
Bélgica -  España -  Estados Unidos -  Finlandia -   Francia -  Grecia -  Israel -  Italia -  Noruega -  Reino Unido -  Suecia -  República de China -  Turquía

### Estructura
| Sistema                    | País              | Fabricante       | Notas |
| -------------------------- | ----------------- | ---------------- | ----- |
| Kit de baja observabilidad | Bandera de Italia | Alenia Aermacchi |       |

### Electrónica
| Sistema                                                       | País                      | Fabricante                      | Notas                                               |
| ------------------------------------------------------------- | ------------------------- | ------------------------------- | --------------------------------------------------- |
| Lenguajes de programación                                     |                           |                                 | SPARK, Ada                                          |
| Sistema de control de vuelo                                   |                           |                                 | Cuádruple FBW digital. Bucle completamente cerrado. |
| TAWS (opción)                                                 |                           |                                 | Sí                                                  |
| TCAS (opción)                                                 |                           |                                 | Sí                                                  |
| Entorno de desarrollo basado en modelos del piloto automático | Bandera de Estados Unidos | MathWorks                       | MATLAB                                              |
| Lenguajes de programación del piloto automático               | Bandera de Estados Unidos | MathWorks                       | Simulink, Stateflow                                 |
| CPU del piloto automático                                     | Bandera de Estados Unidos | Freescale                       | PowerPC                                             |
| Radar                                                         | Bandera de Italia         | Leonardo S.p.A.                 | GRIFO-346                                           |
| Sistema de escape                                             | Bandera del Reino Unido   | Martin-Baker                    | Asiento eyectable modelo Mk.16                      |
| Pod de contramedidas electrónicas (opción)                    | Bandera de Italia         | Elettronica                     | Modelo ELT-555                                      |
| Pod de búsqueda de objetivos LITENING 5 (opción)              | Bandera de Israel         | Rafael Advanced Defense Systems |                                                     |
| Pod de reconocimiento (opción)                                | Bandera de Israel         | Rafael Advanced Defense Systems | Modelo Reccelite                                    |
| Pod de reconocimiento (opción)                                | Bandera del Reino Unido   | Vinten                          | Modelo VICON-601                                    |

### Armamento

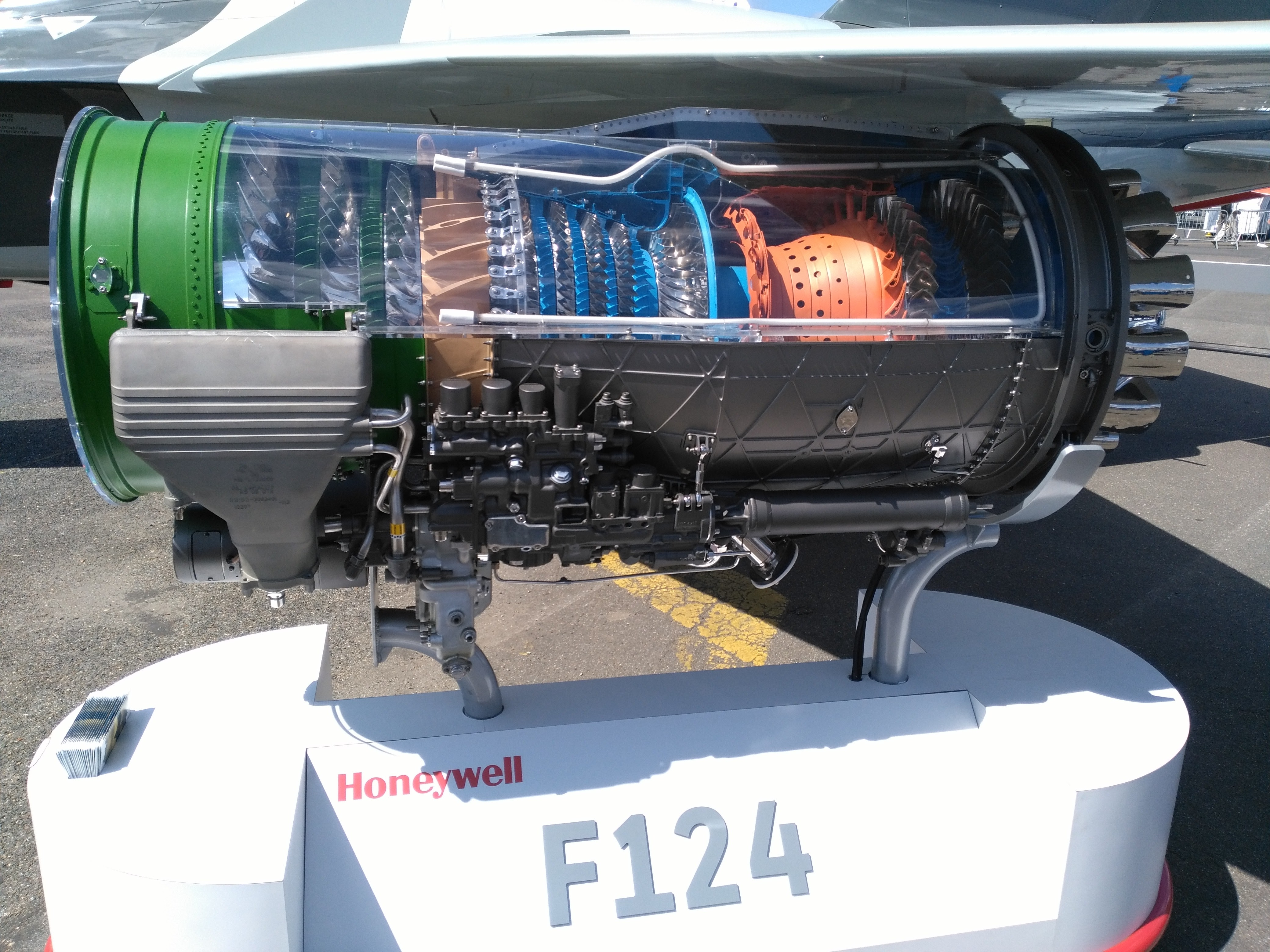
F124

| Sistema                                                                | País | Fabricante | Notas           |
| ---------------------------------------------------------------------- | --- | --- | --------------- |
| Pod de cañón (opción)                                                  | Bandera de Bélgica | FN Herstal | M3M de 12.7 mm  |
| Pod de cañón (opción)                                                  | Bandera de Francia | GIAT/Nexter | NC-621 de 20 mm |
| Kit de guiado JDAM para bombas de caída libre                          | Bandera de Estados Unidos | Boeing |                 |
| Kit de guiado láser Paveway II para bombas de caída libre              | Bandera de Estados Unidos | Lockheed Martin Raytheon Texas Instruments |                 |
| Kit de guiado GPS/láser Enhanced Paveway II para bombas de caída libre | Bandera de Estados Unidos | Raytheon Lockheed Martin |                 |
| Kit de guiado láser Lizard 2 para bombas de caída libre                | Bandera de Israel | Elbit |                 |
| Kit de guiado GPS/INS/(láser) Lizard 4 para bombas de caída libre      | Bandera de Israel | Elbit |                 |
| Kit de guiado GPS/INS/láser TEBER para bombas de caída libre           | Bandera de Turquía | Roketsan |                 |
| Kit de guiado GPS/CCD/IIR Spice para bombas de caída libre             | Bandera de Israel | Rafael Advanced Defense Systems |                 |
| Bomba guiada GBU-39 Small Diameter Bomb                                | Bandera de Estados Unidos | Boeing Defense, Space & Security |                 |
| Misil antitanque Brimstone                                             | Bandera del Reino Unido | MBDA UK |                 |
| Misil antibuque Marte                                                  | Bandera de Italia | MBDA Italia |                 |
| Misil aire-aire de corto alcance AIM-9L Sidewinder                     | Bandera de Estados Unidos · Bandera de Finlandia · Bandera de Noruega | Raytheon NAMMO |                 |
| Misil aire-aire de corto alcance IRIS-T                                | Bandera de Alemania · Bandera de España · Bandera de España · Bandera de España · Bandera de Finlandia · Bandera de Noruega · Bandera de Grecia · Bandera de Grecia · Bandera de Italia · Bandera de Italia · Bandera de Italia · Bandera de Italia · Bandera de Suecia · Bandera de Suecia | Diehl Defence Expal Internacional de Composites SA SENER Aeroespacial NAMMO Hellenic Defense Systems INTRACOM Defense Electronics Avio S.p.A. Litton Italia Magnaghi Simmel Difesa Flygtekniska försöksanstalten Saab Bofors Dynamics |                 |
| Misil aire-aire BVR AIM-120 AMRAAM                                     | Bandera de Estados Unidos · Bandera de Finlandia · Bandera de Noruega | Raytheon NAMMO |                 |
| Bomba Mark 82                                                          | Bandera de Estados Unidos | General Dynamics |                 |
| Bomba Mark 83                                                          | Bandera de Estados Unidos | General Dynamics |                 |

### Propulsión
| Sistema | País                                          | Fabricante | Notas           |
| ------- | --------------------------------------------- | ---------- | --------------- |
| Motor   | Bandera de Estados Unidos · Bandera de Taiwán | ITEC       | 2 × F124-GA-200 |

## Operadores
Las siguientes fuerza aéreas operan el M-346:
 Azerbaiyán
Fuerza Aérea de Azerbaiyán – 15 M-346 encargados.
 Egipto
Fuerza Aérea Egipcia : 24 encargados
 Grecia
Fuerza Aérea Griega – 10 M-346 “Silver Hawks” encargados. Los primeros 2 entregados en mayo de 2023.
 Israel
Fuerza Aérea Israelí  - 30 unidades en servicio.
 Italia
Aeronautica Militare  - 22 unidades en servicio.
 Nigeria
Fuerza Aérea Nigeriana – 12 M-346FA encargados (+ 12 opciones).
 Austria
Fuerza Aérea de Austria – 12 M-346FA encargados.
 Polonia
Fuerza Aérea de Polonia 16 unidades en servicio.
 Catar
Fuerza Aérea de Catar (QEAF) – 3 entregados + 3 encargados
 Singapur
Fuerza Aérea de la República de Singapur - 12 unidades en servicio.
 Turkmenistán
Fuerza Aérea de Turkmenistán – 4 M-346FAs y 2 M-346DR/FTs encargados
Fuerza Aérea de El Salvador (FAS) – 6 M-346FAs y 6 M-346DR/FTs encargados

## Especificaciones (M-346)

### Características generales
- Tripulación: 2 (instructor y estudiante).
- Longitud: 11,5 m (37,7 ft)
- Envergadura: 9,7 m (31,9 ft)
- Altura: 5 m (16,3 ft)
- Superficie alar: 23,5 m² (253 ft²)
- Peso vacío: 4610 kg (10 160,4 lb)
- Peso cargado: 6700 kg (14 766,8 lb)
- Peso máximo al despegue: 9500 kg (20 938 lb)
- Planta motriz: 2× turborreactores Honeywell/ITEC F124.
  - Empuje normal: 27,8 kN (2835 kgf; 6250 lbf) de empuje cada uno.

### Rendimiento
- Velocidad máxima operativa (Vno): 1066 km/h (662 MPH; 576 kt) Mach 0.870 172 826 45
- Alcance: 1890 km (1021 nmi; 1174 mi)
- Techo de vuelo: 13 715 m (44 997 ft)
- Régimen de ascenso: 20.000 pies/min 6.098 m/min
- Empuje/peso: 4,1 N/kg

### Desarrollos relacionados
- Yakovlev Yak-130

### Aeronaves similares
- K-8 Karakorum
- EADS Mako/HEAT
- Hongdu L-15 Falcon
- KAI T-50 Golden Eagle
- Yakovlev Yak-130
- Boeing T-7 Red Hawk
- Turquía TAI Hürjet